# خمسين سنت (عملة نيوزيلندا)
عملة الخمسين سنت النيوزيلندية هي عملة الدولار النيوزيلندي. وقد كانت أكبر عملة من حيث الفئة والقطر والكتلة التي قدمت عند تحويل العملة إلى النظام العشري في 10 يوليو 1967 لتحل محل عملة التاج التي سبقت النظام العشري (خمسة شلنات). وأصدر ما مجموعه 81,585,200 عملة معدنية بقيمة 50 سنت قبل عام 2006 بقيمة إجمالية بلغت 40,792,600.00 دولار أمريكي.
في 31 يوليو 2006 وكجزء من مراجعة العملة النيوزيلندية قاموا بتصنيع الخمسين سنت أصغر حجمًا وأخف وزنًا ومصنوعة من سبيكة أرخص (فولاذ مطلي بالنيكل). وفي الأول من نوفمبر من ذلك العام ألغيت العملة المعدنية الأكبر السابقة بقيمة خمسين سنت.
تتميز كل من العملة المعدنية الأكبر والأصغر على ظهرها بالسفينة أتش أم أس إنديفور الذي أصبح فيه الكابتن كوك أول بريطاني يصل إلى نيوزيلندا في أكتوبر 1769. وكما هو الحال في جميع العملات النيوزيلندية يظهر على الوجه الأمامي صورة الملك الحاكم والتي كانت طوال فترة سك العملة المعدنية هي الملكة إليزابيث الثانية فقط.

## التاريخ

### العملة الأكبر
في أعقاب لجنة شكلت عام 1959 قاموا بالاتفاق في عام 1963 على أن نيوزيلندا سوف تستخدم العملة العشرية. وفي عام 1964 قاموا بتأكيد فئات وتصاميم وأوزان وأقطار العملات المعدنية في قانون العملة العشرية. وحل الدولار العشري محل الجنيه النيوزيلندي (المرتبط بالجنيه الإسترليني) بمعدل دولارين للجنيه الإسترليني. حيث كان السلف السابق للعملة المعدنية فئة الخمسين سنت هو التاج بقيمة خمسة شلنات وهي عملة لم تكن مستخدمة على نطاق واسع في الإمبراطورية البريطانية (أصدر التاج النيوزيلندي فقط في أعوام 1935 و1949 و1953 بإجمالي 458148 عينة). ومع ذلك احتفظت فئة الخمسين سنت بأبعاد وتكوين التاج ولكن بصورة عكسية مختلفة.
كانت العملة الأصلية بقيمة خمسين سنت والتي قاموا بتداولها بين عامي 1967 و2006 مصنوعة من النحاس والنيكل وكانت تحتوي على خمسة أقسام من التضليع المتبادل على حافتها. والقياس عند 31.75 مـم (1.25 بوصة) قطرها ووزنها 13.61 غ (0.48 أونصة) حيث كانت أكبر عملة معدنية أصدرت للدولار. ومن عام 1967 إلى عام 1985 كانت جميع العملات المعدنية النيوزيلندية تحمل لوحة أرنولد ماشين للملكة إليزابيث الثانية على الوجه الأمامي. وأختير جيمس بيري لتصميم الوجه الخلفي لجميع العملات العشرية في نيوزيلندا كما كان تصميمه الذي يحمل الخمسين سنت يظهر أتش أم أس إنديفور والسفينة التي أصبح على متنها الكابتن كوك أول بريطاني يصل إلى نيوزيلندا في أكتوبر 1769. كما يظهر جبل تاراناكي من على بعد ويظهر النقش على العملة إنديفور مكتوب في الأسفل. وظل التصميم دون تغيير حتى يومنا هذا.
اعتمدت نيوزيلندا العملة العشرية في 10 يوليو 1967 وأصدرت عملات معدنية بقيمة 5000000 دولار في ذلك العام. حيث كان المبلغ الكبير يعني أنه لم تسك المزيد من العملات حتى عام 1971 - أطول فترة انتظار للعام الثاني من الإنتاج لأي من العملات العشرية الأصلية.
في عام 1986 قاموا بتغيير صورة الملكة إلى النسخة التي رسمها رافائيل ماكلوف والتي أدخلت على عملات الجنيه الإسترليني في العام السابق. وظلت هذه اللوحة على الوجه الأمامي حتى قدم إيان رانك-برودلي النسخة الحالية في عام 1999. ومع ذلك لم تسك أي عملات معدنية بقيمة 50 سنت من عام 1989 إلى عام 2000.

### العملة الأصغر
في عام 2006 قامت نيوزيلندا بمراجعة عملتها المعدنية. وعُدلت عملة الخمسين سنت نظرًا لأن حجمها كان أكبر من معظم العملات المعدنية في العالم وعلى هذا كانت تشكل إزعاجًا للعامة. ففي عام 2004 عندما سأل بنك الاحتياطي النيوزيلندي 51% من الجمهور عما إذا كانوا يؤيدون تقليل حجم العملات المعدنية وافقوا على التغييرات وارتفع المعدل إلى 66% عندما كُشف عن أن ذلك من شأنه أن يوفر أموال دافعي الضرائب. ثم غيرت السبائك إلى الفولاذ المطلي بالنيكل مما أدى إلى توفير 25% من تكاليف سك العملة وقاموا بتنعيم الحافة. وقد حدثت هذه التغييرات لأن الخمسين سنت كانت في السابق هي التاج الذي سبق العشري والذي كان يتمتع بقوة شرائية أعلى.
كان الإنتاج الفوري للعملة الأصغر حجمًا بقيمة اسمية قدرها 35.1 دولار نيوزيلندي مليون (70.2 مليون قطعة نقدية) ودخلت التداول في 31 يوليو 2006 إلى جانب العملة الأكبر. وسحبت العملة المعدنية الأكبر من التداول في 1 نوفمبر 2006.

### المستقبل
بعد وفاة الملكة إليزابيث الثانية في سبتمبر 2022 قال بنك الاحتياطي إنه سوف يستنفذ مخزوناته الحالية من العملات المعدنية قبل طرح عملات معدنية جديدة والتي تحمل صورة الملك تشارلز الثالث. وبناءً على مستويات المخزون الحالية فمن المرجح أن يستغرق الأمر عدة سنوات.

## تذكاريات
في عام 1969 للاحتفال بالذكرى المئوية الثانية 'إنديفور إلى نيوزيلندا أنتجت نسخة تذكارية من الخمسين سنت مع لوحة ماشين مع نقش على حافتها. ونظرًا لأنه لم تصدر عملات معدنية منتظمة بقيمة خمسين سنت في عام 1969 فإن العملة المعدنية نادرة. والعدد المقدر للطبع هو 100,000.
في عام 1994 أصدرت عملة معدنية ثنائية المعدن بقيمة خمسين سنت للاحتفال بالذكرى السنوية 225 'إنديفور. وتتميز العملة المعدنية بلوحة ماكلوف وهي العملة المعدنية ثنائية المعدن الوحيدة في نيوزيلندا على الإطلاق.
في عام 2003 أصدرت ست عملات معدنية تحمل لوحة رانك-برودلي مع صور لشخصيات من سيد الخواتم. إن رابطهم إلى نيوزيلندا هو أنهم كانوا تحت إشراف النيوزيلندي بيتر جاكسون. كما أنتجت دولارات فضية تحمل هذه الشخصيات.
توجد عملتان تذكاريتان بقيمة 50 سنت قيد التداول حاليًا كعملة قانونية. أصدرت الأولى في 23 مارس 2015. بحيث تتميز بتصميم الوجه القياسي ولكن على الوجه الخلفي يوجد جنديان أحدهما نيوزيلندي والآخر أسترالي محاطان بسراخس وتصميم مانجوباري (سمكة قرش المطرقة)؛ مع الكلمات "روح أنزاك سنتذكرهم" و"1915-2015" في إشارة إلى الذكرى المئوية لمعركة جاليبولي في عام 1915. وهي أول عملة متداولة تتميز بالألوان وخلفية سوداء حول الجنود. وتقتصر العملات المعدنية على مليون قطعة وقد سكت بواسطة دار سك العملة الملكية الكندية في وينيبيج.
أصدرت الثانية في 1 أكتوبر 2018. كما أنها تتميز بتصميم الوجه القياسي ولكن على الوجه الخلفي يوجد زهرة الخشخاش آر أس إيه في المنتصف ومحاطة بإكليل تذكاري حر الشكل يتضمن سرخس الفضة والكورو؛ مع الكلمات "الساعة الحادية عشرة من اليوم الحادي عشر من الشهر الحادي عشر". وأصدرت لإحياء الذكرى المئوية ليوم الهدنة. هي العملة المعدنية الثانية المتداولة التي تتميز بالألوان. وتقتصر العملات المعدنية على 2,000,000 قطعة وسكتها دار سك العملة الملكية الكندية في وينيبيج.